# Convocazioni per la Coppa delle nazioni africane 2023
È di seguito indicato l'elenco dei giocatori convocati da ciascuna nazionale partecipante alla Coppa delle nazioni africane 2023. L'età dei giocatori riportata è relativa al 13 gennaio, data di inizio della manifestazione, il numero di presenze e gol al 3 gennaio, data di presentazione delle liste
Il simbolo  indica il capitano della squadra.

## Gruppo A

### Costa d'Avorio
Commissario tecnico:  Jean-Louis Gasset
Lista dei convocati resa nota il 28 dicembre 2023.
| N. | Pos. | Giocatore            | Data nascita (età)         | Pres. | Reti | Squadra              |
| -- | ---- | -------------------- | -------------------------- | ----- | ---- | -------------------- |
| 1  | P    | Yahia Fofana         | 21 agosto 2000 (23 anni)   | 5     | -2   | Angers               |
| 2  | D    | Ousmane Diomande     | 4 dicembre 2003 (20 anni)  | 3     | 0    | Sporting Lisbona     |
| 3  | D    | Ghislain Konan       | 27 dicembre 1995 (28 anni) | 30    | 0    | Al-Fayha             |
| 4  | C    | Jean Michaël Seri    | 19 luglio 1991 (32 anni)   | 49    | 4    | Hull City            |
| 5  | D    | Wilfried Singo       | 25 dicembre 2000 (23 anni) | 10    | 0    | Monaco               |
| 6  | C    | Seko Fofana          | 7 maggio 1995 (28 anni)    | 12    | 5    | Al-Nassr             |
| 7  | D    | Odilon Kossounou     | 4 gennaio 2001 (23 anni)   | 18    | 0    | Bayer Leverkusen     |
| 8  | C    | Franck Kessié        | 19 dicembre 1996 (27 anni) | 68    | 8    | Al-Ahli              |
| 9  | C    | Jonathan Bamba       | 26 marzo 1996 (27 anni)    | 4     | 0    | Celta Vigo           |
| 10 | A    | Karim Konaté         | 21 marzo 2004 (19 anni)    | 9     | 2    | Salisburgo           |
| 11 | A    | Jean-Philippe Krasso | 17 luglio 1997 (26 anni)   | 9     | 3    | Stella Rossa         |
| 12 | D    | Willy Boly           | 3 febbraio 1991 (32 anni)  | 15    | 1    | Nottingham Forest    |
| 13 | A    | Jérémie Boga         | 3 gennaio 1997 (27 anni)   | 14    | 1    | Nizza                |
| 14 | A    | Oumar Diakité        | 20 dicembre 2003 (20 anni) | 5     | 0    | Stade Reims          |
| 15 | A    | Max Gradel           | 30 novembre 1987 (36 anni) | 106   | 17   | Gaziantep            |
| 16 | P    | Charles Folly Ayayi  | 29 dicembre 1990 (33 anni) | 6     | -6   | ASEC Mimosas         |
| 17 | D    | Serge Aurier         | 24 dicembre 1992 (31 anni) | 87    | 4    | Nottingham Forest    |
| 18 | C    | Ibrahim Sangaré      | 2 dicembre 1997 (26 anni)  | 35    | 1    | Nottingham Forest    |
| 19 | A    | Nicolas Pépé         | 29 maggio 1995 (28 anni)   | 37    | 10   | Trabzonspor          |
| 20 | A    | Christian Kouamé     | 6 dicembre 1997 (26 anni)  | 24    | 3    | Fiorentina           |
| 21 | D    | Evan Ndicka          | 20 agosto 1999 (24 anni)   | 5     | 0    | Roma                 |
| 22 | A    | Sébastien Haller     | 22 giugno 1994 (29 anni)   | 21    | 8    | Borussia Dortmund    |
| 23 | P    | Badra Ali Sangaré    | 30 maggio 1986 (37 anni)   | 23    | -26  | Sekhukhune United    |
| 24 | A    | Simon Adingra        | 1º gennaio 2002 (22 anni)  | 5     | 1    | Brighton             |
| 25 | C    | Idrissa Doumbia      | 14 aprile 1998 (25 anni)   | 1     | 0    | Al-Ahli Doha         |
| 26 | D    | Ismaël Diallo        | 29 gennaio 1997 (26 anni)  | 0     | 0    | Hajduk Spalato       |
| 27 | C    | Jean Thierry Lazare  | 7 marzo 1998 (25 anni)     | 1     | 0    | Union Saint-Gilloise |

### Guinea Equatoriale
Commissario tecnico:  Juan Micha
Lista dei convocati resa nota il 31 dicembre 2023.
| N. | Pos. | Giocatore             | Data nascita (età)          | Pres. | Reti | Squadra           |
| -- | ---- | --------------------- | --------------------------- | ----- | ---- | ----------------- |
| 1  | P    | Jesús Owono           | 1º marzo 2001 (22 anni)     | 23    | -21  | Alavés            |
| 2  | D    | Néstor Senra          | 4 gennaio 2002 (22 anni)    | 5     | 0    | Real Avilés       |
| 3  | D    | Marvin Anieboh        | 26 agosto 1997 (24 anni)    | 11    | 0    | Illescas          |
| 4  | C    | Federico Bikoro       | 17 marzo 1996 (27 anni)     | 43    | 6    | Club Africain     |
| 5  | D    | José Elo              | 21 ottobre 2000 (23 anni)   | 3     | 1    | Mérida AD         |
| 6  | A    | Ibán Salvador Edú     | 11 dicembre 1995 (28 anni)  | 39    | 5    | Miedź Legnica     |
| 7  | C    | José Machín           | 14 agosto 1996 (27 anni)    | 23    | 0    | Monza             |
| 8  | C    | Jannick Buyla         | 6 ottobre 1998 (25 anni)    | 18    | 1    | CD Logroñés       |
| 9  | A    | Salomón Obama         | 4 febbraio 2000 (23 anni)   | 14    | 1    | FC Santa Coloma   |
| 10 | A    | Emilio Nsue           | 30 settembre 1989 (34 anni) | 38    | 18   | Intercity         |
| 11 | D    | Basilio Ndong         | 17 gennaio 1999 (24 anni)   | 37    | 0    | FCU Craiova       |
| 12 | D    | Charles Ondo          | 22 ottobre 2003 (20 anni)   | 1     | 0    | Huddersfield Town |
| 13 | P    | Aitor Embela          | 17 aprile 1996 (27 anni)    | 9     | -10  | Soneja            |
| 14 | C    | Álex Balboa           | 6 marzo 2001 (22 anni)      | 11    | 0    | Huesca            |
| 15 | D    | Carlos Akapo          | 12 marzo 1993 (30 anni)     | 32    | 1    | S.J. Earthquakes  |
| 16 | D    | Saúl Coco             | 9 febbraio 1999 (24 anni)   | 19    | 3    | Las Palmas        |
| 17 | C    | Josete Miranda        | 22 luglio 1998 (25 anni)    | 40    | 2    | Nikī Volo         |
| 18 | A    | Noé Ela               | 17 aprile 2003 (20 anni)    | 3     | 0    | Numancia          |
| 19 | A    | Luis Nlavo            | 9 luglio 2001 (22 anni)     | 14    | 2    | Braga B           |
| 20 | C    | Santiago Eneme Bocari | 29 settembre 2000 (23 anni) | 17    | 0    | Vyškov            |
| 21 | D    | Esteban Obiang        | 7 maggio 1998 (25 anni)     | 22    | 1    | Argeș Pitești     |
| 22 | C    | Pablo Ganet           | 4 novembre 1994 (29 anni)   | 39    | 4    | Alcoyano          |
| 23 | P    | Manuel Sapunga        | 23 novembre 1992 (31 anni)  | 1     | -1   | Polokwane City    |
| 24 | D    | Hugo Buyla            | 8 marzo 2005 (18 anni)      | 1     | 0    | Sampdoria         |
| 25 | C    | Federico Nguema       | 20 aprile 1997 (26 anni)    | 3     | 0    | Bălți             |
| 26 | A    | José Nabil Ondo       | 23 novembre 2005 (18 anni)  | 1     | 0    | Cano Sport        |
| 27 | A    | Óscar Siafá           | 12 settembre 1997 (26 anni) | 13    | 0    | Alessandria       |

### Guinea-Bissau
Commissario tecnico:  Baciro Candé
Lista dei convocati resa nota il 5 gennaio 2024. Celton Biai ha rifiutato la convocazione in quanto ha scelto di concentrarsi sul club.
| N. | Pos. | Giocatore            | Data nascita (età)         | Pres. | Reti | Squadra              |
| -- | ---- | -------------------- | -------------------------- | ----- | ---- | -------------------- |
| 1  | P    | Jonas Mendes         | 20 novembre 1989 (34 anni) | 54    | -60  | Kalamata             |
| 2  | D    | Fali Candé           | 24 gennaio 1998 (25 anni)  | 18    | 0    | Metz                 |
| 3  | A    | Franculino Gluda Djú | 28 giugno 2004 (19 anni)   | 3     | 1    | Midtjylland          |
| 4  | D    | Marcelo Djaló        | 8 ottobre 1993 (30 anni)   | 14    | 1    | Palencia             |
| 5  | D    | Houboulang Mendes    | 4 maggio 1998 (25 anni)    | 2     | 0    | Almería              |
| 6  | C    | Nito Gomes           | 3 febbraio 2002 (21 anni)  | 2     | 1    | Marítimo             |
| 7  | C    | Dálcio               | 22 maggio 1996 (27 anni)   | 10    | 0    | APOEL                |
| 8  | C    | Alfa Semedo          | 30 agosto 1997 (26 anni)   | 19    | 2    | Al-Tai               |
| 9  | A    | Zinho Gano           | 13 ottobre 1993 (30 anni)  | 5     | 4    | Zulte Waregem        |
| 10 | C    | Carlos Mané          | 11 marzo 1994 (29 anni)    | 1     | 0    | Kayserispor          |
| 11 | A    | Marciano Sanca       | 3 marzo 2004 (19 anni)     | 1     | 0    | Almería              |
| 12 | P    | Ouparine Djoco       | 22 aprile 1998 (25 anni)   | 1     | -1   | Francs Borains       |
| 13 | C    | Carlos Mendes Gomes  | 14 novembre 1998 (25 anni) | 1     | 0    | Bolton               |
| 14 | A    | Mauro Rodrigues      | 15 aprile 2001 (22 anni)   | 10    | 2    | Yverdon              |
| 15 | D    | Jefferson Encada     | 17 aprile 1998 (25 anni)   | 15    | 0    | Pharco               |
| 16 | C    | Moreto Cassamá       | 16 febbraio 1998 (25 anni) | 19    | 0    | Omonia               |
| 17 | A    | Mama Baldé           | 6 novembre 1995 (28 anni)  | 21    | 3    | Olympique Lione      |
| 18 | A    | Famana Quizera       | 25 aprile 2002 (21 anni)   | 3     | 0    | Académico de Viseu   |
| 19 | C    | Janio Bikel          | 28 giugno 1995 (28 anni)   | 7     | 0    | Gaziantep            |
| 20 | D    | Sori Mané            | 3 aprile 1996 (27 anni)    | 29    | 0    | Académico de Viseu   |
| 21 | D    | Nanu                 | 17 maggio 1994 (29 anni)   | 22    | 0    | Samsunspor           |
| 22 | D    | Opa Sanganté         | 1º febbraio 1991 (32 anni) | 20    | 0    | Dunkerque            |
| 23 | P    | Fernando Embadje     | 6 luglio 2003 (20 anni)    | 0     | 0    | Alcanenense          |
| 24 | A    | Zé Turbo             | 22 ottobre 1996 (27 anni)  | 19    | 2    | Pari Nižnij Novgorod |
| 25 | D    | Edgar Ié             | 1º maggio 1994 (29 anni)   | 1     | 0    | İstanbul Başakşehir  |
| 26 | A    | Zidane Banjaqui      | 15 dicembre 1998 (25 anni) | 1     | 1    | Feirense             |
| 27 | D    | Prosper Mendy        | 7 giugno 1996              | 3     | 0    | Olympic Charleroi    |

### Nigeria
Commissario tecnico:  José Peseiro
Lista dei convocati resa nota il 29 dicembre 2023. Il 3 gennaio 2024 Wilfred Ndidi è stato escluso per infortunio e al suo posto è stato convocato Alhassan Yusuf. Il 9 gennaio 2024 Victor Boniface è stato escluso per infortunio e al suo posto è stato convocato Terem Moffi. Il 12 gennaio 2024 Sadiq Umar è stato escluso per infortunio e al suo posto è stato convocato Paul Onuachu.
| N. | Pos. | Giocatore               | Data nascita (età)          | Pres. | Reti | Squadra           |
| -- | ---- | ----------------------- | --------------------------- | ----- | ---- | ----------------- |
| 1  | P    | Francis Uzoho           | 28 ottobre 1998 (25 anni)   | 34    | -35  | Omonia            |
| 2  | D    | Ola Aina                | 8 ottobre 1996 (27 anni)    | 33    | 0    | Nottingham Forest |
| 3  | D    | Zaidu Sanusi            | 13 giugno 1997 (26 anni)    | 15    | 0    | Porto             |
| 4  | C    | Alhassan Yusuf          | 18 luglio 2000 (23 anni)    | 0     | 0    | Anversa           |
| 5  | D    | William Troost-Ekong    | 1º settembre 1993 (30 anni) | 64    | 4    | PAOK              |
| 6  | D    | Semi Ajayi              | 9 novembre 1993 (30 anni)   | 27    | 1    | West Bromwich     |
| 7  | A    | Ahmed Musa              | 14 ottobre 1992 (29 anni)   | 107   | 18   | Sivasspor         |
| 8  | C    | Frank Onyeka            | 1º gennaio 1998 (26 anni)   | 16    | 1    | Brentford         |
| 9  | A    | Victor Osimhen          | 29 dicembre 1998 (25 anni)  | 28    | 20   | Napoli            |
| 10 | C    | Joe Aribo               | 21 luglio 1996 (27 anni)    | 28    | 2    | Southampton       |
| 11 | A    | Samuel Chukwueze        | 22 maggio 1999 (24 anni)    | 30    | 5    | Milan             |
| 12 | D    | Bright Osayi-Samuel     | 31 dicembre 1997 (26 anni)  | 8     | 0    | Fenerbahçe        |
| 13 | D    | Sopuruchukwu Onyemaechi | 3 aprile 1999 (24 anni)     | 5     | 0    | Boavista          |
| 14 | A    | Kelechi Ịheanachọ       | 3 ottobre 1996 (27 anni)    | 49    | 15   | Leicester City    |
| 15 | A    | Moses Simon             | 12 luglio 1995 (28 anni)    | 61    | 9    | Nantes            |
| 16 | P    | Olorunleke Ojo          | 17 agosto 1995 (28 anni)    | 0     | 0    | Enyimba           |
| 17 | C    | Alex Iwobi              | 3 maggio 1996 (27 anni)     | 68    | 10   | Fulham            |
| 18 | A    | Ademola Lookman         | 20 ottobre 1997 (26 anni)   | 11    | 2    | Atalanta          |
| 19 | A    | Paul Onuachu            | 28 maggio 1994 (29 anni)    | 19    | 3    | Trabzonspor       |
| 20 | D    | Chidozie Awaziem        | 1º gennaio 1997 (27 anni)   | 29    | 1    | Boavista          |
| 21 | D    | Calvin Bassey           | 31 dicembre 1999 (24 anni)  | 15    | 0    | Fulham            |
| 22 | D    | Kenneth Omeruo          | 17 ottobre 1993 (30 anni)   | 61    | 1    | Kasımpaşa         |
| 23 | P    | Stanley Nwabili         | 10 giugno 1996 (27 anni)    | 1     | -4   | Chippa United     |
| 24 | A    | Terem Moffi             | 25 maggio 1999 (24 anni)    | 12    | 4    | Nizza             |
| 25 | C    | Raphael Onyedika        | 19 aprile 2001 (22 anni)    | 3     | 0    | Club Bruges       |

## Gruppo B

### Capo Verde
Commissario tecnico:  Bubista
Lista dei convocati resa nota il 28 dicembre 2023. Il 1º gennaio Djaniny è stato escluso per infortunio e al suo posto è stato convocato Gilson Tavares. Hélio Varela e João Correia hanno rifiutato la convocazione in quanto hanno scelto di concentrarsi sui loro club.
| N. | Pos. | Giocatore              | Data nascita (età)          | Pres. | Reti | Squadra          |
| -- | ---- | ---------------------- | --------------------------- | ----- | ---- | ---------------- |
| 1  | P    | Vozinha                | 3 giugno 1986 (37 anni)     | 65    | -59  | AS Trenčín       |
| 2  | D    | Stopira                | 20 maggio 1988 (35 anni)    | 53    | 3    | Boavista Praia   |
| 3  | D    | Diney                  | 17 gennaio 1995 (28 anni)   | 18    | 0    | Al-Bataeh        |
| 4  | D    | Roberto Lopes          | 17 giugno 1992 (31 anni)    | 23    | 0    | Shamrock Rovers  |
| 5  | D    | Logan Costa            | 1º aprile 2001 (22 anni)    | 8     | 0    | Tolosa           |
| 6  | C    | Patrick Andrade        | 9 febbraio 1993 (30 anni)   | 19    | 0    | Qarabağ          |
| 7  | A    | Jovane Cabral          | 14 giugno 1998 (25 anni)    | 6     | 1    | Salernitana      |
| 8  | C    | João Paulo             | 26 maggio 1998 (25 anni)    | 16    | 1    | Sheriff Tiraspol |
| 9  | A    | Gilson Tavares         | 29 dicembre 2001 (22 anni)  | 10    | 4    | Benfica          |
| 10 | C    | Jamiro Monteiro        | 23 novembre 1993 (30 anni)  | 31    | 3    | S.J. Earthquakes |
| 11 | A    | Garry Mendes Rodrigues | 27 novembre 1990 (33 anni)  | 46    | 7    | Ankaragücü       |
| 12 | P    | Márcio Rosa            | 23 febbraio 1997 (26 anni)  | 8     | -7   | Anadia           |
| 13 | C    | Cuca                   | 9 gennaio 1991 (33 anni)    | 9     | 0    | União Leiria     |
| 14 | C    | Deroy Duarte           | 4 luglio 1999 (24 anni)     | 12    | 0    | Fortuna Sittard  |
| 15 | C    | Laros Duarte           | 28 febbraio 1997 (26 anni)  | 0     | 0    | Groningen        |
| 16 | D    | Dylan Tavares          | 30 agosto 1996 (27 anni)    | 19    | 1    | Bastia           |
| 17 | A    | Willy Semedo           | 27 aprile 1994 (29 anni)    | 18    | 0    | Omonia           |
| 18 | C    | Kenny Rocha Santos     | 3 gennaio 2000 (24 anni)    | 24    | 1    | AEZ Zakakiou     |
| 19 | A    | Bryan Teixeira         | 1º settembre 2000 (23 anni) | 5     | 0    | Sturm Graz       |
| 20 | A    | Ryan Mendes            | 8 gennaio 1990 (34 anni)    | 67    | 15   | Fatih Karagümrük |
| 21 | A    | Bebé                   | 12 luglio 1990 (33 anni)    | 15    | 5    | Rayo Vallecano   |
| 22 | D    | João Correia           | 5 settembre 1996 (27 anni)  | 3     | 0    | Chaves           |
| 23 | D    | Steven Moreira         | 13 settembre 1994 (29 anni) | 1     | 0    | Columbus Crew    |
| 24 | P    | Dylan Silva            | 10 febbraio 1999 (24 anni)  | 0     | 0    | Sintrense        |
| 25 | A    | Hélio Varela           | 3 maggio 2002 (21 anni)     | 3     | 0    | Portimonense     |
| 26 | C    | Kevin Pina             | 27 gennaio 1997 (26 anni)   | 5     | 1    | Krasnodar        |

### Egitto
Commissario tecnico:  Rui Vitória
Lista dei convocati resa nota il 30 dicembre 2023. Il 3 gennaio 2024, Ahmed Nabil Koka e Osama Galal sono stati esclusi per infortunio e al loro posto sono stati convocati Mohanad Lasheen e Yasser Ibrahim.
| N. | Pos. | Giocatore            | Data nascita (età)          | Pres. | Reti | Squadra                  |
| -- | ---- | -------------------- | --------------------------- | ----- | ---- | ------------------------ |
| 1  | P    | Ahmed El-Shenawy     | 14 maggio 1991 (32 anni)    | 28    | -16  | Pyramids                 |
| 2  | D    | Ali Gabr             | 10 gennaio 1989 (35 anni)   | 39    | 1    | Pyramids                 |
| 3  | D    | Mohamed Hany         | 25 gennaio 1996 (27 anni)   | 14    | 0    | Al-Ahly                  |
| 4  | D    | Omar Kamal           | 29 settembre 1993 (30 anni) | 17    | 1    | Future                   |
| 5  | C    | Hamdy Fathy          | 29 settembre 1994 (29 anni) | 35    | 3    | Al-Wakrah                |
| 6  | D    | Ahmed Hegazy         | 25 gennaio 1991 (32 anni)   | 83    | 2    | Al-Ittihad               |
| 7  | A    | Trézéguet            | 1º ottobre 1994 (29 anni)   | 65    | 14   | Trabzonspor              |
| 8  | C    | Emam Ashour          | 20 febbraio 1998 (25 anni)  | 11    | 0    | Al-Ahly                  |
| 9  | A    | Koka                 | 5 marzo 1993 (30 anni)      | 31    | 6    | Pendikspor               |
| 10 | A    | Mohamed Salah        | 15 giugno 1992 (31 anni)    | 93    | 53   | Liverpool                |
| 11 | A    | Mahmoud Kahraba      | 13 aprile 1994 (29 anni)    | 29    | 5    | Al-Ahly                  |
| 12 | D    | Mohamed Hamdy        | 15 marzo 1995 (28 anni)     | 12    | 0    | Pyramids                 |
| 13 | D    | Ahmed Abou El Fotouh | 22 marzo 1998 (25 anni)     | 25    | 1    | Zamalek                  |
| 14 | C    | Marwan Ateya         | 1º agosto 1998 (25 anni)    | 6     | 0    | Al-Ahly                  |
| 15 | D    | Yasser Ibrahim       | 10 febbraio 1993 (30 anni)  | 6     | 0    | Al-Ahly                  |
| 16 | P    | Mohamed El-Shenawy   | 18 dicembre 1988 (35 anni)  | 53    | -31  | Al-Ahly                  |
| 17 | C    | Mohamed Elneny       | 11 luglio 1992 (31 anni)    | 94    | 8    | Arsenal                  |
| 18 | A    | Mostafa Fathi        | 12 maggio 1994 (29 anni)    | 23    | 2    | Pyramids                 |
| 19 | A    | Mostafa Mohamed      | 28 novembre 1997 (26 anni)  | 32    | 8    | Nantes                   |
| 20 | C    | Mahmoud Hamada       | 1º novembre 1993 (30 anni)  | 10    | 0    | Al-Masry                 |
| 21 | D    | Ahmed Samy           | 1º aprile 1992 (31 anni)    | 1     | 0    | Pyramids                 |
| 22 | A    | Omar Marmoush        | 7 febbraio 1999 (24 anni)   | 24    | 4    | Template:Manchester city |
| 23 | P    | Mohamed Abougabal    | 29 gennaio 1989 (34 anni)   | 10    | -8   | National Bank of Egypt   |
| 24 | D    | Mohamed Abdel Monem  | 1º febbraio 1999 (24 anni)  | 20    | 2    | Al-Ahly                  |
| 25 | C    | Zizo                 | 10 gennaio 1996 (28 anni)   | 35    | 2    | Zamalek                  |
| 26 | P    | Mohamed Sobhy        | 15 luglio 1999 (22 anni)    | 3     | -0   | Zamalek                  |
| 27 | C    | Mohanad Lasheen      | 29 maggio 1996 (27 anni)    | 10    | 0    | Pyramids                 |

### Ghana
Commissario tecnico:  Chris Hughton
Lista dei convocati resa nota il 1º gennaio 2024.
| N. | Pos. | Giocatore                     | Data nascita (età)          | Pres. | Reti | Squadra         |
| -- | ---- | ----------------------------- | --------------------------- | ----- | ---- | --------------- |
| 1  | P    | Richard Ofori                 | 1º novembre 1993 (30 anni)  | 25    | -13  | Orlando Pirates |
| 2  | D    | Alidu Seidu                   | 4 giugno 2000 (23 anni)     | 6     | 0    | Clermont Foot   |
| 3  | D    | Denis Odoi                    | 27 maggio 1988 (35 anni)    | 7     | 0    | Club Bruges     |
| 4  | D    | Nicholas Opoku                | 11 agosto 1997 (26 anni)    | 17    | 1    | Amiens          |
| 5  | D    | Kingsley Schindler            | 12 luglio 1993 (30 anni)    | 4     | 0    | Samsunspor      |
| 6  | D    | Mohammed Salisu               | 17 aprile 1999 (24 anni)    | 6     | 2    | Monaco          |
| 7  | C    | Ransford-Yeboah Königsdörffer | 13 settembre 2001 (22 anni) | 2     | 0    | Amburgo         |
| 8  | C    | Majeed Ashimeru               | 10 ottobre 1997 (26 anni)   | 3     | 0    | Anderlecht      |
| 9  | A    | Jordan Ayew                   | 11 settembre 1991 (32 anni) | 90    | 19   | Crystal Palace  |
| 10 | C    | André Ayew                    | 17 dicembre 1989 (34 anni)  | 114   | 24   | Le Havre        |
| 11 | C    | Osman Bukari                  | 13 dicembre 1998 (25 anni)  | 12    | 3    | Stella Rossa    |
| 12 | P    | Joe Wollacott                 | 8 settembre 1996 (27 anni)  | 11    | -11  | Hibernian       |
| 13 | C    | Joseph Paintsil               | 1º febbraio 1998 (25 anni)  | 9     | 0    | Genk            |
| 14 | D    | Gideon Mensah                 | 18 luglio 1998 (25 anni)    | 20    | 0    | Auxerre         |
| 15 | C    | Elisha Owusu                  | 7 novembre 1997 (26 anni)   | 6     | 0    | Auxerre         |
| 16 | P    | Lawrence Ati-Zigi             | 29 novembre 1996 (27 anni)  | 18    | -26  | San Gallo       |
| 17 | D    | Abdul Fatawu Hamidu           | 4 marzo 1999 (24 anni)      | 1     | 0    | Medeama         |
| 18 | D    | Daniel Amartey                | 21 dicembre 1994 (29 anni)  | 52    | 0    | Beşiktaş        |
| 19 | A    | Iñaki Williams                | 15 giugno 1994 (29 anni)    | 13    | 1    | Athletic Bilbao |
| 20 | C    | Mohammed Kudus                | 2 agosto 2000 (23 anni)     | 26    | 9    | West Ham Utd    |
| 21 | C    | Salis Abdul Samed             | 26 marzo 2000 (23 anni)     | 12    | 0    | Lens            |
| 22 | C    | Richmond Lamptey              | 18 marzo 1997 (26 anni)     | 0     | 0    | Asante Kotoko   |
| 23 | D    | Alexander Djiku               | 9 agosto 1994 (29 anni)     | 23    | 1    | Fenerbahçe      |
| 24 | A    | Ernest Nuamah                 | 1º novembre 2003 (20 anni)  | 1     | 0    | Olympique Lione |
| 25 | A    | Antoine Semenyo               | 7 gennaio 2000 (24 anni)    | 8     | 2    | Bournemouth     |
| 26 | C    | Iddrisu Baba                  | 22 gennaio 1996 (27 anni)   | 24    | 0    | Almería         |
| 27 | A    | Jonathan Sowah                | 1º gennaio 1999 (25 anni)   | 2     | 0    | Medeama         |

### Mozambico
Commissario tecnico:  Chiquinho Conde
Lista dei convocati resa nota il 22 dicembre 2023.
| N. | Pos. | Giocatore         | Data nascita (età)         | Pres. | Reti | Squadra             |
| -- | ---- | ----------------- | -------------------------- | ----- | ---- | ------------------- |
| 1  | P    | Ernan Siluane     | 9 luglio 1998 (25 anni)    | 26    | 0    | Songo               |
| 2  | D    | Nanani            | 8 febbraio 1996 (27 anni)  | 21    | 0    | Songo               |
| 3  | D    | David Malembana   | 11 ottobre 1995 (28 anni)  | 4     | 0    | Noah                |
| 4  | D    | Nené              | 15 novembre 1996 (27 anni) | 25    | 1    | Black Bulls         |
| 5  | D    | Bruno Langa       | 31 ottobre 1997 (26 anni)  | 18    | 1    | Chaves              |
| 6  | C    | Amadú             | 3 dicembre 1996 (27 anni)  | 26    | 0    | Ferroviário Beira   |
| 7  | C    | Domingues         | 13 novembre 1983 (40 anni) | 106   | 16   | Songo               |
| 8  | A    | Lau King          | 4 settembre 1995 (28 anni) | 18    | 3    | Sagrada Esperança   |
| 9  | D    | Edmilson Dove     | 18 luglio 1994 (29 anni)   | 39    | 0    | Kaizer Chiefs       |
| 10 | A    | Clésio            | 11 ottobre 1994 (29 anni)  | 47    | 8    | Honka               |
| 11 | C    | João Bonde        | 9 gennaio 1997 (27 anni)   | 12    | 0    | Ferroviário Beira   |
| 12 | P    | Fazito            | 9 giugno 2003 (20 anni)    | 3     | 0    | Ferroviário Nampula |
| 13 | A    | Stanley Ratifo    | 5 dicembre 1994 (29 anni)  | 25    | 4    | 1. FC Pforzheim     |
| 14 | D    | Domingos Macandza | 17 giugno 1998 (25 anni)   | 17    | 0    | Costa do Sol        |
| 15 | D    | Reinildo Mandava  | 21 gennaio 1994 (29 anni)  | 33    | 2    | Atlético Madrid     |
| 16 | C    | Alfons Amade      | 12 novembre 1999 (24 anni) | 0     | 0    | Ostenda             |
| 17 | D    | Mexer             | 8 settembre 1988 (35 anni) | 59    | 3    | Bandırmaspor        |
| 18 | A    | Gildo             | 31 gennaio 1995 (28 anni)  | 31    | 3    | Covilhã             |
| 19 | A    | Witi              | 26 agosto 1996 (27 anni)   | 34    | 3    | Nacional            |
| 20 | A    | Geny Catamo       | 26 gennaio 2001 (22 anni)  | 20    | 5    | Sporting Lisbona    |
| 21 | C    | Guima             | 14 novembre 1995 (28 anni) | 5     | 1    | Chaves              |
| 22 | P    | Ivane Urrubal     | 1º marzo 1997 (26 anni)    | 8     | 0    | Black Bulls         |
| 23 | C    | Shaquille         | 24 novembre 1997 (26 anni) | 36    | 0    | Ferroviário Maputo  |

## Gruppo C

### Camerun
Commissario tecnico:  Rigobert Song
Lista dei convocati resa nota il 28 dicembre 2023.
Il 4 gennaio 2024 François Mughe è stato sostituito da Moumi Ngamaleu.
| N. | Pos. | Giocatore                | Data nascita (età)          | Pres. | Reti | Squadra             |
| -- | ---- | ------------------------ | --------------------------- | ----- | ---- | ------------------- |
| 1  | P    | Fabrice Ondoa            | 24 dicembre 1995 (28 anni)  | 47    | -38  | Nîmes               |
| 2  | D    | Harold Moukoudi          | 27 novembre 1997 (26 anni)  | 14    | 0    | AEK Atene           |
| 3  | A    | Moumi Ngamaleu           | 9 luglio 1994 (29 anni)     | 50    | 4    | Dinamo Mosca        |
| 4  | D    | Christopher Wooh         | 18 settembre 2001 (22 anni) | 7     | 1    | Rennes              |
| 5  | D    | Nouhou Tolo              | 23 giugno 1997 (26 anni)    | 26    | 0    | Seattle Sounders    |
| 6  | C    | Olivier Kemen            | 20 luglio 1996 (27 anni)    | 3     | 1    | Kayserispor         |
| 7  | A    | Clinton N'Jie            | 15 agosto 1993 (30 anni)    | 43    | 10   | Sivasspor           |
| 8  | C    | André Zambo Anguissa     | 16 novembre 1995 (28 anni)  | 51    | 5    | Napoli              |
| 9  | A    | Frank Magri              | 4 settembre 1999 (24 anni)  | 4     | 1    | Tolosa              |
| 10 | A    | Vincent Aboubakar        | 22 gennaio 1992 (31 anni)   | 97    | 37   | Beşiktaş            |
| 11 | A    | Georges-Kévin N'Koudou   | 13 febbraio 1995 (28 anni)  | 6     | 1    | Damac               |
| 12 | A    | Karl Toko Ekambi         | 14 settembre 1992 (31 anni) | 57    | 13   | Abha                |
| 13 | A    | Leonel Ateba             | 6 febbraio 1999 (24 anni)   | 1     | 0    | Dynamo Douala       |
| 14 | D    | Junior Tchamadeu         | 22 dicembre 2003 (20 anni)  | 2     | 0    | Stoke City          |
| 15 | D    | Oumar Gonzalez           | 25 febbraio 1998 (25 anni)  | 6     | 0    | Al-Ra'ed            |
| 16 | P    | Devis Epassy             | 2 febbraio 1993 (30 anni)   | 9     | -9   | Abha                |
| 17 | C    | Yvan Neyou               | 3 gennaio 1997 (27 anni)    | 6     | 0    | Leganés             |
| 18 | D    | Darlin Yongwa            | 22 settembre 2000 (23 anni) | 5     | 0    | Lorient             |
| 19 | A    | Faris Moumbagna          | 1º luglio 2000 (23 anni)    | 2     | 0    | Bodø/Glimt          |
| 20 | C    | Ben Elliott              | 5 novembre 2002 (21 anni)   | 4     | 0    | Reading             |
| 21 | D    | Jean-Charles Castelletto | 26 gennaio 1995 (28 anni)   | 22    | 1    | Nantes              |
| 22 | C    | Olivier Ntcham           | 9 febbraio 1996 (27 anni)   | 9     | 1    | Samsunspor          |
| 23 | P    | Simon Ngapandouetnbu     | 12 aprile 2003 (20 anni)    | 0     | 0    | Olympique Marsiglia |
| 24 | P    | André Onana              | 2 aprile 1996 (27 anni)     | 37    | -30  | Manchester Utd      |
| 25 | D    | Malcom Bokele            | 12 febbraio 2000 (23 anni)  | 2     | 0    | Bordeaux            |
| 26 | D    | Enzo Tchato              | 23 novembre 2002 (21 anni)  | 2     | 0    | Montpellier         |
| 27 | C    | Wilfried Nathan Doualla  | 15 maggio 2006 (17 anni)    | 0     | 0    | Victoria Utd        |

### Gambia
Commissario tecnico:  Tom Saintfiet
Lista dei convocati resa nota il 5 gennaio 2024.
| N. | Pos. | Giocatore           | Data nascita (età)         | Pres. | Reti | Squadra          |
| -- | ---- | ------------------- | -------------------------- | ----- | ---- | ---------------- |
| 1  | P    | Modou Jobe          | 27 ottobre 1988 (35 anni)  | 30    | 0    | Musanze          |
| 2  | C    | Hamza Barry         | 3 maggio 1994 (29 anni)    | 24    | 1    | Vejle            |
| 3  | A    | Ablie Jallow        | 14 novembre 1998 (25 anni) | 30    | 7    | Metz             |
| 4  | D    | Dawda Ngum          | 2 settembre 1990 (33 anni) | 21    | 0    | Ariana FC        |
| 5  | D    | Omar Colley         | 24 ottobre 1992 (31 anni)  | 47    | 1    | Beşiktaş         |
| 6  | C    | Sulayman Marreh     | 15 gennaio 1996 (27 anni)  | 35    | 1    | Hapoel Haifa     |
| 7  | A    | Alieu Fadera        | 3 novembre 2001 (22 anni)  | 4     | 0    | Genk             |
| 8  | C    | Ebou Adams          | 15 gennaio 1996 (27 anni)  | 14    | 0    | Cardiff City     |
| 9  | A    | Assan Ceesay        | 17 marzo 1994 (29 anni)    | 39    | 13   | Damac            |
| 10 | A    | Musa Barrow         | 14 novembre 1998 (25 anni) | 34    | 5    | Al-Taawoun       |
| 11 | A    | Abdoulie Sanyang    | 8 maggio 1999 (24 anni)    | 13    | 0    | Grenoble         |
| 12 | D    | James Gomez         | 14 novembre 2001 (22 anni) | 16    | 1    | Sparta Praga     |
| 13 | D    | Ibou Touray         | 24 dicembre 1994 (29 anni) | 20    | 0    | Stockport County |
| 14 | D    | Noah Sonko Sundberg | 6 giugno 1996 (27 anni)    | 17    | 0    | Ludogorec        |
| 15 | D    | Jacob Mendy         | 27 dicembre 1996 (27 anni) | 1     | 0    | Wrexham          |
| 16 | C    | Alasana Manneh      | 8 aprile 1998 (25 anni)    | 10    | 0    | Odense           |
| 17 | D    | Saidy Janko         | 22 ottobre 1995 (28 anni)  | 8     | 0    | Young Boys       |
| 18 | P    | Baboucarr Gaye      | 24 febbraio 1998 (25 anni) | 18    | 0    | Lokomotiv Sofia  |
| 19 | A    | Ebrima Colley       | 01 febbraio 2000 (23 anni) | 22    | 1    | Young Boys       |
| 20 | A    | Yankuba Minteh      | 22 luglio 2004 (19 anni)   | 2     | 1    | Feyenoord        |
| 21 | D    | Muhammed Sanneh     | 19 febbraio 2000 (23 anni) | 9     | 0    | Graffin Vlašim   |
| 22 | P    | Lamin Sarr          | 11 marzo 2001 (22 anni)    | 0     | 0    | Eskilsminne      |
| 23 | A    | Muhammed Badamosi   | 27 dicembre 1998 (25 anni) | 19    | 2    | Al-Hazem         |
| 24 | C    | Ebrima Darboe       | 6 giugno 2001 (22 anni)    | 13    | 0    | LASK             |
| 25 | D    | Bubacarr Sanneh     | 14 novembre 1994 (29 anni) | 38    | 1    | Zvijezda 09      |
| 26 | A    | Ali Sowe            | 14 giugno 1994 (29 anni)   | 9     | 0    | Ankaragücü       |
| 27 | C    | Yusupha Bobb        | 22 giugno 1996 (27 anni)   | 19    | 0    | Kawkab Marrakech |

### Guinea
Commissario tecnico:  Kaba Diawara
Lista dei convocati resa nota il 23 dicembre 2023.
| N. | Pos. | Giocatore          | Data nascita (età)          | Pres. | Reti | Squadra                |
| -- | ---- | ------------------ | --------------------------- | ----- | ---- | ---------------------- |
| 1  | P    | Aly Keita          | 8 dicembre 1986 (37 anni)   | 24    | 0    | Östersund              |
| 2  | D    | Antoine Conte      | 29 gennaio 1994 (29 anni)   | 11    | 0    | Botev Plovdiv          |
| 3  | D    | Issiaga Sylla      | 1º gennaio 1994 (30 anni)   | 73    | 3    | Montpellier            |
| 4  | D    | Saïdou Sow         | 4 luglio 2002 (21 anni)     | 21    | 1    | Strasburgo             |
| 5  | D    | Mouctar Diakhaby   | 19 dicembre 1996 (27 anni)  | 9     | 1    | Valencia               |
| 6  | C    | Amadou Diawara     | 17 luglio 1997 (26 anni)    | 37    | 0    | Anderlecht             |
| 7  | A    | Morgan Guilavogui  | 10 marzo 1998 (25 anni)     | 15    | 2    | Lens                   |
| 8  | C    | Naby Keïta         | 10 febbraio 1995 (28 anni)  | 53    | 12   | Werder Brema (captain) |
| 9  | A    | Serhou Guirassy    | 12 marzo 1996 (27 anni)     | 12    | 3    | Stoccarda              |
| 10 | C    | Ilaix Moriba       | 19 gennaio 2003 (20 anni)   | 19    | 1    | Getafe                 |
| 11 | A    | Mohamed Bayo       | 4 giugno 1998 (25 anni)     | 18    | 4    | Le Havre               |
| 12 | D    | Ibrahim Diakité    | 31 agosto 2003 (20 anni)    | 3     | 0    | Stade Reims            |
| 13 | D    | Mohamed Ali Camara | 28 agosto 1997 (26 anni)    | 21    | 0    | Young Boys             |
| 14 | C    | Karim Cissé        | 14 novembre 2004 (19 anni)  | 3     | 0    | Saint-Étienne          |
| 15 | C    | Seydouba Cissé     | 10 febbraio 2001 (22 anni)  | 11    | 1    | Leganés                |
| 16 | P    | Moussa Camara      | 27 novembre 1998 (25 anni)  | 21    | 0    | Horoya                 |
| 17 | D    | Julian Jeanvier    | 31 marzo 1992 (31 anni)     | 8     | 0    | Kayserispor            |
| 18 | C    | Aguibou Camara     | 20 maggio 2001 (22 anni)    | 23    | 3    | Atromītos              |
| 19 | A    | François Kamano    | 2 maggio 1996 (27 anni)     | 46    | 8    | Abha                   |
| 20 | C    | Mory Konaté        | 15 novembre 1993 (30 anni)  | 8     | 0    | Malines                |
| 21 | D    | Sekou Sylla        | 9 gennaio 1999 (25 anni)    | 6     | 0    | Cambuur                |
| 22 | P    | Ibrahim Koné       | 5 dicembre 1989 (34 anni)   | 19    | 0    | Hibernians             |
| 23 | C    | Abdoulaye Touré    | 3 marzo 1994 (29 anni)      | 4     | 0    | Le Havre               |
| 24 | A    | José Kanté         | 27 settembre 1990 (33 anni) | 28    | 4    | Urawa Reds             |
| 25 | A    | Facinet Conte      | 24 marzo 2005 (18 anni)     | 0     | 0    | Bastia                 |

### Senegal
Commissario tecnico:  Aliou Cissé
Lista dei convocati resa nota il 29 dicembre 2023. Il 9 gennaio 2024 Seny Dieng e Boulaye Dia sono stati esclusi per infortunio e sono stati sostituiti rispettivamente da Alfred Gomis e Bamba Dieng.
| N. | Pos. | Giocatore         | Data nascita (età)          | Pres. | Reti | Squadra             |
| -- | ---- | ----------------- | --------------------------- | ----- | ---- | ------------------- |
| 1  | P    | Alfred Gomis      | 5 settembre 1993 (30 anni)  | 16    | -8   | Lorient             |
| 2  | D    | Formose Mendy     | 2 gennaio 2001 (23 anni)    | 5     | 0    | Lorient             |
| 3  | D    | Kalidou Koulibaly | 20 giugno 1991 (32 anni)    | 71    | 1    | Al-Hilal            |
| 4  | D    | Abdoulaye Seck    | 4 giugno 1992 (31 anni)     | 8     | 1    | Maccabi Haifa       |
| 5  | C    | Idrissa Gueye     | 26 settembre 1989 (34 anni) | 103   | 7    | Everton             |
| 6  | C    | Nampalys Mendy    | 23 giugno 1992 (31 anni)    | 27    | 0    | Lens                |
| 7  | A    | Nicolas Jackson   | 20 giugno 2001 (22 anni)    | 6     | 0    | Chelsea             |
| 8  | C    | Cheikhou Kouyaté  | 21 dicembre 1989 (34 anni)  | 88    | 4    | Nottingham Forest   |
| 9  | A    | Bamba Dieng       | 23 marzo 2000 (23 anni)     | 18    | 2    | Lorient             |
| 10 | A    | Sadio Mané        | 10 aprile 1992 (31 anni)    | 100   | 39   | Al-Nassr            |
| 11 | C    | Pathé Ciss        | 16 marzo 1994 (29 anni)     | 9     | 0    | Rayo Vallecano      |
| 12 | D    | Fodé Ballo-Touré  | 3 gennaio 1997 (27 anni)    | 15    | 0    | Fulham              |
| 13 | A    | Iliman Ndiaye     | 6 marzo 2000 (23 anni)      | 11    | 1    | Olympique Marsiglia |
| 14 | D    | Ismail Jakobs     | 17 agosto 1999 (24 anni)    | 12    | 0    | Monaco              |
| 15 | C    | Krépin Diatta     | 25 febbraio 1999 (24 anni)  | 37    | 2    | Monaco              |
| 16 | P    | Edouard Mendy     | 1º marzo 1992 (31 anni)     | 32    | -18  | Al-Ahli             |
| 17 | C    | Pape Matar Sarr   | 14 settembre 2002 (21 anni) | 18    | 1    | Tottenham           |
| 18 | A    | Ismaïla Sarr      | 25 febbraio 1998 (25 anni)  | 55    | 11   | Olympique Marsiglia |
| 19 | D    | Moussa Niakhaté   | 8 marzo 1996 (27 anni)      | 7     | 0    | Nottingham Forest   |
| 20 | A    | Habib Diallo      | 18 giugno 1995 (28 anni)    | 21    | 4    | Al-Shabab           |
| 21 | D    | Youssouf Sabaly   | 5 marzo 1993 (30 anni)      | 32    | 1    | Betis               |
| 22 | D    | Abdou Diallo      | 4 maggio 1996 (27 anni)     | 26    | 2    | Al-Arabi            |
| 23 | P    | Mory Diaw         | 22 giugno 1993 (30 anni)    | 1     | -2   | Clermont Foot       |
| 24 | A    | Abdallah Sima     | 17 giugno 2001 (22 anni)    | 4     | 0    | Rangers             |
| 25 | C    | Lamine Camara     | 1º gennaio 2004 (20 anni)   | 8     | 2    | Metz                |
| 26 | C    | Pape Gueye        | 24 gennaio 1999 (24 anni)   | 17    | 0    | Olympique Marsiglia |
| 27 | D    | Abdoulaye Ndiaye  | 10 aprile 2002 (21 anni)    | 0     | 0    | Troyes              |

## Gruppo D

### Algeria
Commissario tecnico:  Djamel Belmadi
Lista dei convocati resa nota il 29 dicembre 2023. Il 1º gennaio 2024 Amine Gouiri è stato escluso per infortunio e due giorni dopo è stato convocato Moustapha Zeghba per completare l'organico.
| N. | Pos. | Giocatore               | Data nascita (età)          | Pres. | Reti | Squadra               |
| -- | ---- | ----------------------- | --------------------------- | ----- | ---- | --------------------- |
| 1  | P    | Moustapha Zeghba        | 21 novembre 1990 (33 anni)  | 7     | -2   | Damac                 |
| 2  | D    | Aïssa Mandi             | 22 ottobre 1991 (32 anni)   | 88    | 4    | Villarreal            |
| 3  | D    | Kevin Van Den Kerkhof   | 14 marzo 1996 (27 anni)     | 5     | 0    | Metz                  |
| 4  | D    | Mohamed Amine Tougai    | 22 gennaio 2000 (23 anni)   | 13    | 1    | Espérance             |
| 5  | D    | Ahmed Touba             | 13 marzo 1998 (25 anni)     | 13    | 1    | Lecce                 |
| 6  | C    | Ramiz Zerrouki          | 26 maggio 1998 (25 anni)    | 28    | 3    | Feyenoord             |
| 7  | A    | Riyad Mahrez            | 21 febbraio 1991 (32 anni)  | 89    | 30   | Al-Ahli               |
| 8  | A    | Youcef Belaïli          | 14 marzo 1992 (31 anni)     | 49    | 9    | MC Alger              |
| 9  | A    | Baghdad Bounedjah       | 24 novembre 1991 (32 anni)  | 63    | 26   | Al-Sadd               |
| 10 | C    | Sofiane Feghouli        | 26 dicembre 1989 (34 anni)  | 80    | 20   | Fatih Karagümrük      |
| 11 | C    | Houssem Aouar           | 30 giugno 1998 (25 anni)    | 5     | 2    | Roma                  |
| 12 | A    | Adam Ounas              | 11 novembre 1996 (27 anni)  | 23    | 5    | Lilla                 |
| 13 | A    | Islam Slimani           | 18 giugno 1988 (35 anni)    | 98    | 45   | Coritiba              |
| 14 | C    | Hicham Boudaoui         | 23 settembre 1999 (24 anni) | 16    | 0    | Nizza                 |
| 15 | D    | Rayan Aït-Nouri         | 6 giugno 2001 (22 anni)     | 4     | 0    | Wolverhampton         |
| 16 | P    | Anthony Mandréa         | 25 dicembre 1996 (27 anni)  | 10    | -7   | Caen                  |
| 17 | C    | Farès Chaïbi            | 28 novembre 2002 (21 anni)  | 9     | 2    | Eintracht Francoforte |
| 18 | A    | Mohamed El Amine Amoura | 9 maggio 2000 (23 anni)     | 19    | 5    | Union Saint-Gilloise  |
| 19 | C    | Nabil Bentaleb          | 24 novembre 1994 (29 anni)  | 44    | 5    | Lilla                 |
| 20 | D    | Youcef Atal             | 17 maggio 1996 (27 anni)    | 34    | 2    | Nizza                 |
| 21 | D    | Ramy Bensebaini         | 16 aprile 1995 (28 anni)    | 58    | 6    | Borussia Dortmund     |
| 22 | C    | Ismaël Bennacer         | 1º dicembre 1997 (26 anni)  | 46    | 2    | Milan                 |
| 23 | P    | Raïs M'Bolhi            | 25 aprile 1986 (37 anni)    | 96    | -91  | CR Belouizdad         |
| 24 | D    | Zineddine Belaïd        | 20 marzo 1999 (24 anni)     | 7     | 0    | USM Alger             |
| 25 | D    | Yasser Larouci          | 1º gennaio 2001 (23 anni)   | 2     | 0    | Sheffield Utd         |
| 26 | P    | Oussama Benbout         | 11 ottobre 1994 (29 anni)   | 0     | 0    | USM Alger             |

### Angola
Commissario tecnico:  Pedro Gonçalves
Lista dei convocati resa nota il 17 dicembre 2023. Il 1º gennaio 2024 M'Bala Nzola ha rifiutato la convocazione in quanto ha scelto di concentrarsi sul club ed è stato sostituito da Gilberto.
| N. | Pos. | Giocatore              | Data nascita (età)          | Pres. | Reti | Squadra                |
| -- | ---- | ---------------------- | --------------------------- | ----- | ---- | ---------------------- |
| 1  | P    | Signori Antonio        | 25 luglio 1994 (29 anni)    | 12    | 0    | Étoile Carouge         |
| 2  | D    | Núrio Fortuna          | 24 marzo 1995 (28 anni)     | 12    | 0    | Gent                   |
| 3  | D    | Jonathan Buatu Mananga | 27 settembre 1993 (30 anni) | 39    | 1    | Valenciennes           |
| 4  | C    | Manuel Keliano         | 6 gennaio 2003 (21 anni)    | 5     | 0    | Estrela Amadora        |
| 5  | D    | Quinito                | 13 marzo 1998 (25 anni)     | 16    | 0    | Petro Atlético         |
| 6  | D    | Kialonda Gaspar        | 27 settembre 1997 (26 anni) | 25    | 1    | Estrela Amadora        |
| 7  | A    | Gilberto               | 10 marzo 2001 (22 anni)     | 9     | 2    | Petro Atlético         |
| 8  | C    | Benedito Mukendi       | 21 maggio 2002 (21 anni)    | 2     | 0    | Casa Pia               |
| 9  | A    | Zini                   | 3 luglio 2002 (21 anni)     | 14    | 4    | AEK Atene              |
| 10 | A    | Gelson Dala            | 13 luglio 1996 (27 anni)    | 34    | 14   | Al-Wakrah              |
| 11 | A    | Felício Milson         | 12 ottobre 1999 (24 anni)   | 6     | 1    | Maccabi Tel Aviv       |
| 12 | P    | Kadú                   | 30 novembre 1994 (29 anni)  | 3     | 0    | Oliveira Hospital      |
| 13 | D    | Tó                     | 5 novembre 1995 (28 anni)   | 32    | 1    | Petro Atlético         |
| 14 | D    | Loide Augusto          | 26 febbraio 2000 (23 anni)  | 5     | 1    | Alanyaspor             |
| 15 | A    | Zito Luvumbo           | 9 marzo 2002 (21 anni)      | 10    | 0    | Cagliari               |
| 16 | C    | Fredy                  | 27 marzo 1990 (33 anni)     | 46    | 2    | Eyüpspor               |
| 17 | C    | Bruno Paz              | 23 aprile 1998 (25 anni)    | 4     | 0    | Konyaspor              |
| 18 | A    | Jérémie Bela           | 8 aprile 1993 (30 anni)     | 1     | 0    | Clermont Foot          |
| 19 | A    | Mabululu               | 10 settembre 1989 (34 anni) | 23    | 5    | Al-Ittihad Alessandria |
| 20 | C    | Estrela                | 22 settembre 1995 (28 anni) | 13    | 0    | Erzurumspor FK         |
| 21 | D    | Eddy Afonso            | 7 marzo 1994 (29 anni)      | 25    | 0    | Petro Atlético         |
| 22 | P    | Neblú                  | 16 dicembre 1993 (30 anni)  | 21    | 0    | Primeiro de Agosto     |
| 23 | C    | Show                   | 6 marzo 1999 (24 anni)      | 34    | 1    | Maccabi Haifa          |
| 24 | P    | Gelson                 | 8 luglio 1999 (24 anni)     | 0     | 0    | Interclube             |
| 25 | D    | Inácio Miguel          | 12 dicembre 1995 (28 anni)  | 5     | 0    | Petro Atlético         |
| 26 | A    | Depú                   | 8 gennaio 2000 (24 anni)    | 3     | 2    | Gil Vicente            |
| 27 | A    | Chico Banza            | 17 dicembre 1998 (25 anni)  | 6     | 0    | Anorthōsis             |

### Burkina Faso
Commissario tecnico:  Hubert Velud
Lista dei convocati resa nota il 20 dicembre 2023.
| N. | Pos. | Giocatore              | Data nascita (età)          | Pres. | Reti | Squadra           |
| -- | ---- | ---------------------- | --------------------------- | ----- | ---- | ----------------- |
| 1  | P    | Hillel Konaté          | 28 dicembre 1994 (29 anni)  | 2     | -2   | Châteauroux       |
| 2  | A    | Djibril Ouattara       | 19 settembre 1999 (24 anni) | 11    | 1    | RS Berkane        |
| 3  | D    | Abdoul Guiebre         | 17 luglio 1997 (26 anni)    | 11    | 0    | Modena            |
| 4  | D    | Adamo Nagalo           | 22 settembre 2002 (21 anni) | 8     | 0    | Nordsjælland      |
| 5  | D    | Nasser Djiga           | 15 novembre 2002 (21 anni)  | 2     | 0    | Stella Rossa      |
| 6  | C    | Sacha Bansé            | 13 marzo 2001 (22 anni)     | 0     | 0    | Valenciennes      |
| 7  | A    | Dango Ouattara         | 11 febbraio 2002 (21 anni)  | 18    | 7    | Bournemouth       |
| 8  | A    | Cedric Badolo          | 4 novembre 1998 (25 anni)   | 11    | 0    | Sheriff Tiraspol  |
| 9  | D    | Issa Kaboré            | 12 maggio 2001 (22 anni)    | 35    | 1    | Luton Town        |
| 10 | A    | Bertrand Traoré        | 6 settembre 1995 (28 anni)  | 73    | 16   | Aston Villa       |
| 11 | A    | Mamady Bangré          | 15 giugno 2001 (22 anni)    | 6     | 0    | Tolosa            |
| 12 | D    | Edmond Tapsoba         | 2 febbraio 1999 (24 anni)   | 37    | 1    | Bayer Leverkusen  |
| 13 | A    | Mohamed Konaté         | 12 dicembre 1997 (26 anni)  | 20    | 3    | Terek Groznyj     |
| 14 | D    | Issoufou Dayo          | 6 agosto 1991 (32 anni)     | 65    | 8    | RS Berkane        |
| 15 | A    | Abdoul Tapsoba         | 23 agosto 2001 (22 anni)    | 23    | 5    | Amiens            |
| 16 | P    | Hervé Koffi            | 16 ottobre 1996 (27 anni)   | 53    | -32  | Charleroi         |
| 17 | C    | Stephane Aziz Ki       | 6 marzo 1996 (27 anni)      | 11    | 2    | Young Africans    |
| 18 | C    | Ismahila Ouédraogo     | 5 novembre 1999 (24 anni)   | 17    | 0    | Panserraïkos      |
| 19 | A    | Boureima Hassane Bandé | 30 ottobre 1998 (25 anni)   | 24    | 2    | HJK               |
| 20 | C    | Gustavo Sangaré        | 8 novembre 1996 (27 anni)   | 29    | 1    | Quevilly-Rouen    |
| 21 | D    | Valentin Nouma         | 14 febbraio 2000 (23 anni)  | 3     | 0    | Saint Éloi Lupopo |
| 22 | C    | Blati Touré            | 4 agosto 1994 (29 anni)     | 43    | 2    | Pyramids          |
| 23 | P    | Kilian Nikièma         | 22 giugno 2003 (20 anni)    | 4     | -4   | ADO Den Haag      |
| 24 | C    | Adama Guira            | 24 aprile 1988 (35 anni)    | 45    | 0    | Racing Rioja      |
| 25 | D    | Steeve Yago            | 16 dicembre 1992 (31 anni)  | 75    | 1    | Arīs Limassol     |
| 26 | C    | Dramane Salou          | 22 maggio 1998 (25 anni)    | 4     | 0    | Urartu            |
| 27 | P    | Sebas Koula            | 1º dicembre 2004 (19 anni)  | 0     | 0    | Sabadell          |

### Mauritania
Commissario tecnico:  Amir Abdou
Lista dei convocati resa nota il 25 dicembre 2023. Il 29 dicembre 2023 Babacar Diop è stato escluso per infortunio e al suo posto è stato convocato M'Backé N'Diaye.
| N. | Pos. | Giocatore            | Data nascita (età)          | Pres. | Reti | Squadra            |
| -- | ---- | -------------------- | --------------------------- | ----- | ---- | ------------------ |
| 1  | P    | Namori Diaw          | 30 dicembre 1994 (29 anni)  | 24    | 0    | Tevragh-Zeïna      |
| 2  | D    | Khadim Diaw          | 7 luglio 1998 (25 anni)     | 7     | 0    | Al-Hilal Omdurman  |
| 3  | D    | Aly Abeid            | 11 dicembre 1997 (26 anni)  | 58    | 3    | UTA Arad           |
| 4  | C    | Omaré Gassama        | 1º ottobre 1995 (28 anni)   | 4     | 0    | Châteauroux        |
| 5  | D    | Lamine Ba            | 24 agosto 1997 (26 anni)    | 7     | 1    | Varaždin           |
| 6  | C    | Guessouma Fofana     | 17 dicembre 1992 (31 anni)  | 19    | 0    | Doxa Katōkopias    |
| 7  | C    | El Hadji Ba          | 5 marzo 1993 (30 anni)      | 4     | 0    | Nouadhibou         |
| 8  | C    | Bodda Mouhsine       | 18 luglio 1997 (26 anni)    | 31    | 1    | Nouadhibou         |
| 9  | A    | Hemeya Tanjy         | 1º maggio 1998 (25 anni)    | 40    | 7    | Al-Ittihad Tripoli |
| 10 | A    | Idrissa Thiam        | 2 settembre 2000 (23 anni)  | 23    | 1    | Al-Mesaimeer       |
| 11 | A    | Souleymane Anne      | 5 dicembre 1997 (26 anni)   | 10    | 1    | Deinze             |
| 12 | C    | Bakari Camara        | 4 gennaio 1994 (30 anni)    | 4     | 0    | Villefranche       |
| 13 | D    | Nouh Mohamed El Abd  | 24 dicembre 2000 (23 anni)  | 10    | 1    | Nouadhibou         |
| 14 | D    | Mohamed Dellahi Yali | 1º novembre 1997 (26 anni)  | 66    | 2    | Al Hudod           |
| 15 | A    | Souleymane Doukara   | 29 settembre 1991 (32 anni) | 8     | 0    | Mağusa Türk Gücü   |
| 16 | P    | Babacar Niasse       | 20 dicembre 1996 (27 anni)  | 14    | 0    | Guingamp           |
| 17 | C    | Abdallahi Mahmoud    | 4 maggio 2000 (23 anni)     | 30    | 1    | Bellinzona         |
| 18 | C    | Sidi Ahmed El Abd    | 5 maggio 2001 (22 anni)     | 0     | 0    | Nouakchott Kings   |
| 19 | A    | Aboubakary Koita     | 20 settembre 1998 (25 anni) | 3     | 0    | Sint-Truiden       |
| 20 | D    | Ibrahima Keita       | 8 novembre 2001 (22 anni)   | 15    | 0    | TP Mazembe         |
| 21 | D    | Hassan Houbeib       | 31 ottobre 1993 (30 anni)   | 19    | 1    | Al-Zawraa          |
| 22 | P    | M'Backé N'Diaye      | 19 dicembre 1994 (29 anni)  | 5     | 0    | Nouakchott Kings   |
| 23 | A    | Sidi Bouna Amar      | 31 dicembre 1998 (25 anni)  | 9     | 0    | Nouadhibou         |
| 24 | D    | Bakary N'Diaye       | 26 novembre 1998 (25 anni)  | 41    | 1    | Al-Quwa Al-Jawiya  |
| 25 | A    | Pape Ibnou Ba        | 5 gennaio 1993 (31 anni)    | 17    | 2    | Concarneau         |
| 26 | C    | Oumar Ngom           | 9 marzo 2004 (19 anni)      | 0     | 0    | Pau                |
| 27 | A    | Aboubakar Kamara     | 7 marzo 1995 (28 anni)      | 19    | 8    | Al-Jazira          |

## Gruppo E

### Mali
Commissario tecnico:  Éric Chelle
Lista dei convocati resa nota il 2 gennaio 2024. Massadio Haïdara è stato escluso per infortunio e al suo posto è stato convocato Amadou Dante.
| N. | Pos. | Giocatore         | Data nascita (età)         | Pres. | Reti | Squadra                |
| -- | ---- | ----------------- | -------------------------- | ----- | ---- | ---------------------- |
| 1  | P    | Ismael Diawara    | 11 novembre 1994 (29 anni) | 7     | 0    | AIK                    |
| 2  | D    | Hamari Traoré     | 27 gennaio 1992 (31 anni)  | 47    | 1    | Real Sociedad          |
| 3  | D    | Amadou Dante      | 7 ottobre 2000 (23 anni)   | 6     | 0    | Sturm Graz             |
| 4  | C    | Amadou Haidara    | 31 gennaio 1998 (25 anni)  | 35    | 2    | RB Lipsia              |
| 5  | D    | Boubakar Kouyaté  | 15 aprile 1997 (26 anni)   | 25    | 0    | Montpellier            |
| 6  | D    | Sikou Niakaté     | 10 luglio 1999 (24 anni)   | 2     | 0    | Braga                  |
| 7  | A    | Moussa Doumbia    | 15 agosto 1994 (29 anni)   | 39    | 5    | Al-Adalah              |
| 8  | C    | Diadie Samassékou | 11 gennaio 1996 (28 anni)  | 35    | 1    | Hoffenheim             |
| 9  | A    | Ibrahim Sissoko   | 27 novembre 1995 (28 anni) | 13    | 8    | Saint-Étienne          |
| 10 | C    | Yves Bissouma     | 30 agosto 1996 (27 anni)   | 30    | 3    | Tottenham              |
| 11 | C    | Lassana Coulibaly | 10 aprile 1996 (27 anni)   | 33    | 0    | Salernitana            |
| 12 | C    | Mohamed Camara    | 06 gennaio 2000 (24 anni)  | 18    | 3    | Monaco                 |
| 13 | D    | Moussa Diarra     | 10 novembre 2000 (23 anni) | 1     | 0    | Tolosa                 |
| 14 | A    | Siriné Doucouré   | 8 aprile 2002 (21 anni)    | 0     | 0    | Lorient                |
| 15 | D    | Mamadou Fofana    | 21 gennaio 1998 (25 anni)  | 33    | 1    | Amiens                 |
| 16 | P    | Djigui Diarra     | 27 febbraio 1995 (28 anni) | 50    | 0    | Young Africans         |
| 17 | D    | Falaye Sacko      | 1º maggio 1995 (28 anni)   | 32    | 1    | Montpellier            |
| 18 | A    | Youssouf Niakaté  | 16 dicembre 1992 (31 anni) | 1     | 1    | Baniyas                |
| 19 | A    | Fousseni Diabaté  | 18 ottobre 1995 (28 anni)  | 1     | 0    | Losanna                |
| 20 | A    | Sekou Koita       | 28 novembre 1999 (24 anni) | 23    | 4    | Salisburgo             |
| 21 | C    | Adama Traoré      | 28 giugno 1995 (28 anni)   | 34    | 5    | Hull City              |
| 22 | P    | Aboubacar Doumbia | 19 aprile 1995 (28 anni)   | 0     | 0    | Afrique Football Élite |
| 23 | C    | Aliou Dieng       | 15 ottobre 1997 (26 anni)  | 27    | 2    | Al-Ahly                |
| 24 | C    | Boubacar Traoré   | 20 agosto 2001 (22 anni)   | 1     | 0    | Wolverhampton          |
| 25 | A    | Lassine Sinayoko  | 8 dicembre 1999 (24 anni)  | 10    | 2    | Auxerre                |
| 26 | C    | Kamory Doumbia    | 18 febbraio 2003 (20 anni) | 4     | 3    | Brest                  |
| 27 | A    | Nene Dorgeles     | 23 dicembre 2002 (21 anni) | 5     | 0    | Salisburgo             |

### Namibia
Commissario tecnico:  Collin Benjamin
Lista dei convocati resa nota il 4 gennaio 2024.
| N. | Pos. | Giocatore          | Data nascita (età)          | Pres. | Reti | Squadra          |
| -- | ---- | ------------------ | --------------------------- | ----- | ---- | ---------------- |
| 1  | P    | Lloyd Kazapua      | 25 marzo 1989 (34 anni)     | 34    | 0    | Chippa United    |
| 2  | D    | Denzil Haoseb      | 25 febbraio 1991 (32 anni)  | 82    | 0    | Khomas Nampol    |
| 3  | D    | Ananias Gebhardt   | 8 settembre 1988 (35 anni)  | 61    | 2    | Baroka           |
| 4  | D    | Riaan Hanamub      | 8 febbraio 1995 (28 anni)   | 36    | 0    | AmaZulu          |
| 5  | D    | Charles Hambira    | 3 giugno 1990 (33 anni)     | 26    | 3    | African Stars    |
| 6  | C    | Ngero Katua        | 25 luglio 2001 (22 anni)    | 5     | 0    | UNAM             |
| 7  | A    | Deon Hotto         | 29 ottobre 1990 (33 anni)   | 65    | 10   | Orlando Pirates  |
| 8  | C    | Uetuuru Kambato    | 24 gennaio 1998 (25 anni)   | 0     | 0    | African Stars    |
| 9  | A    | Bethuel Muzeu      | 22 febbraio 2000 (23 anni)  | 8     | 1    | Black Leopards   |
| 10 | C    | Prins Tjiueza      | 12 marzo 2002 (21 anni)     | 6     | 0    | Liria            |
| 11 | A    | Absalom Limbondi   | 11 ottobre 1991 (32 anni)   | 56    | 7    | Khomas Nampol    |
| 12 | D    | Kennedy Amutenya   | 15 luglio 1996 (27 anni)    | 7     | 0    | Gaborone United  |
| 13 | A    | Peter Shalulile    | 23 marzo 1993 (30 anni)     | 49    | 16   | M. Sundowns      |
| 14 | C    | Joslin Kamatuka    | 27 luglio 1991 (32 anni)    | 23    | 3    | Durban City      |
| 15 | C    | Marcel Papama      | 28 aprile 1996 (27 anni)    | 31    | 1    | Jwaneng Galaxy   |
| 16 | P    | Kamaijanda Ndisiro | 1º dicembre 1999 (24 anni)  | 3     | 0    | African Stars    |
| 17 | C    | Wendell Rudath     | 10 luglio 1995 (28 anni)    | 15    | 2    | Jwaneng Galaxy   |
| 18 | D    | Aprocius Petrus    | 9 ottobre 1999 (24 anni)    | 25    | 0    | Liria            |
| 19 | C    | Petrus Shitembi    | 11 maggio 1992 (31 anni)    | 71    | 4    | Kuching City     |
| 20 | D    | Ivan Kamberipa     | 3 febbraio 1994 (29 anni)   | 26    | 0    | Orapa United     |
| 21 | D    | Lubeni Haukongo    | 24 settembre 2000 (23 anni) | 2     | 0    | Cape Town Spurs  |
| 22 | D    | Ryan Nyambe        | 3 dicembre 1997 (26 anni)   | 12    | 0    | Derby County     |
| 23 | P    | Edward Maova       | 5 settembre 1994 (29 anni)  | 13    | 0    | Pretoria Callies |

### Sudafrica
Commissario tecnico:  Hugo Broos
Lista dei convocati resa nota il 28 dicembre 2023, compresi tre giocatori di riserva: Tapelo Xoki, Sibongiseni Mthethwa e Elias Mokwana.
| N. | Pos. | Giocatore            | Data nascita (età)          | Pres. | Reti | Squadra           |
| -- | ---- | -------------------- | --------------------------- | ----- | ---- | ----------------- |
| 1  | P    | Ronwen Williams      | 21 gennaio 1992 (31 anni)   | 36    | 0    | M. Sundowns       |
| 2  | D    | Nyiko Mobbie         | 11 settembre 1994 (29 anni) | 22    | 0    | Sekhukhune United |
| 3  | D    | Terrence Mashego     | 28 giugno 1996 (27 anni)    | 5     | 0    | M. Sundowns       |
| 4  | C    | Teboho Mokoena       | 24 gennaio 1997 (26 anni)   | 28    | 4    | M. Sundowns       |
| 5  | D    | Siyanda Xulu         | 30 dicembre 1991 (32 anni)  | 27    | 1    | SuperSport Utd    |
| 6  | D    | Aubrey Modiba        | 22 luglio 1995 (28 anni)    | 22    | 3    | M. Sundowns       |
| 7  | A    | Oswin Appollis       | 25 agosto 2001 (22 anni)    | 1     | 0    | Polokwane City    |
| 8  | C    | Jayden Adams         | 5 maggio 2001 (22 anni)     | 3     | 0    | Stellenbosch      |
| 9  | A    | Evidence Makgopa     | 5 giugno 2000 (23 anni)     | 10    | 3    | Orlando Pirates   |
| 10 | A    | Percy Tau            | 13 maggio 1994 (29 anni)    | 41    | 15   | Al-Ahly           |
| 11 | A    | Themba Zwane         | 3 agosto 1989 (34 anni)     | 36    | 7    | M. Sundowns       |
| 12 | C    | Thapelo Maseko       | 11 novembre 2003 (20 anni)  | 2     | 0    | M. Sundowns       |
| 13 | C    | Sphephelo Sithole    | 3 marzo 1999 (24 anni)      | 9     | 0    | Tondela           |
| 14 | D    | Mothobi Mvala        | 14 giugno 1994 (29 anni)    | 18    | 1    | M. Sundowns       |
| 15 | C    | Thabang Monare       | 16 settembre 1989 (34 anni) | 4     | 0    | Orlando Pirates   |
| 16 | P    | Veli Mothwa          | 12 febbraio 1991 (32 anni)  | 9     | 0    | AmaZulu           |
| 17 | A    | Zakhele Lepasa       | 3 gennaio 1997 (27 anni)    | 11    | 3    | Orlando Pirates   |
| 18 | D    | Grant Kekana         | 31 ottobre 1992 (31 anni)   | 8     | 0    | M. Sundowns       |
| 19 | D    | Nkosinathi Sibisi    | 22 settembre 1995 (28 anni) | 8     | 0    | Orlando Pirates   |
| 20 | D    | Khuliso Mudau        | 26 aprile 1995 (28 anni)    | 7     | 1    | M. Sundowns       |
| 21 | A    | Mihlali Mayambela    | 25 agosto 1996 (27 anni)    | 10    | 2    | Arīs Limassol     |
| 22 | P    | Ricardo Goss         | 2 aprile 1994 (29 anni)     | 2     | 0    | SuperSport Utd    |
| 23 | C    | Thapelo Morena       | 6 agosto 1993 (30 anni)     | 16    | 0    | M. Sundowns       |
| 24 | D    | Tapelo Xoki          | 10 aprile 1995 (28 anni)    | 0     | 0    | Orlando Pirates   |
| 25 | C    | Sibongiseni Mthethwa | 20 settembre 1994 (29 anni) | 9     | 0    | Kaizer Chiefs     |
| 26 | A    | Elias Mokwana        | 8 settembre 1999 (24 anni)  | 0     | 0    | Sekhukhune United |

### Tunisia
Commissario tecnico:  Jalel Kadri
Lista dei convocati resa nota il 28 dicembre 2023. Il 3 gennaio Mortadha Ben Ouanes è stato escluso per motivi personali e al suo posto è stato convocato Seifeddine Jaziri.
| N. | Pos. | Giocatore                | Data nascita (età)          | Pres. | Reti | Squadra               |
| -- | ---- | ------------------------ | --------------------------- | ----- | ---- | --------------------- |
| 1  | P    | Mouez Hassen             | 5 marzo 1995 (28 anni)      | 21    | -19  | Club Africain         |
| 2  | D    | Ali Abdi                 | 20 dicembre 1993 (30 anni)  | 21    | 2    | Caen                  |
| 3  | D    | Montassar Talbi          | 24 maggio 1998 (25 anni)    | 35    | 2    | Lorient               |
| 4  | D    | Yassine Meriah           | 2 luglio 1993 (30 anni)     | 74    | 4    | Espérance             |
| 5  | C    | Mohamed Ali Ben Romdhane | 6 settembre 1999 (24 anni)  | 31    | 1    | Ferencváros           |
| 6  | C    | Houssem Tka              | 16 agosto 2000 (23 anni)    | 1     | 0    | Espérance             |
| 7  | A    | Youssef Msakni           | 28 ottobre 1990 (33 anni)   | 97    | 22   | Al-Arabi              |
| 8  | C    | Hamza Rafia              | 2 aprile 1999 (24 anni)     | 24    | 2    | Lecce                 |
| 9  | A    | Haythem Jouini           | 7 maggio 1993 (30 anni)     | 8     | 2    | Stade Tunisien        |
| 10 | C    | Anis Ben Slimane         | 16 marzo 2001 (22 anni)     | 29    | 4    | Sheffield Utd         |
| 11 | A    | Taha Yassine Khenissi    | 6 gennaio 1992 (32 anni)    | 51    | 9    | Kuwait SC             |
| 12 | D    | Ali Maâloul              | 1º gennaio 1990 (34 anni)   | 87    | 3    | Al-Ahly               |
| 13 | D    | Hamza Jelassi            | 29 settembre 1991 (32 anni) | 3     | 0    | Étoile du Sahel       |
| 14 | C    | Aïssa Laïdouni           | 13 dicembre 1996 (27 anni)  | 38    | 2    | Union Berlino         |
| 15 | D    | Oussama Haddadi          | 28 gennaio 1992 (31 anni)   | 30    | 0    | Greuther Fürth        |
| 16 | P    | Aymen Dahmen             | 28 gennaio 1997 (26 anni)   | 15    | -13  | Al-Hazem              |
| 17 | C    | Ellyes Skhiri            | 10 maggio 1995 (28 anni)    | 60    | 3    | Eintracht Francoforte |
| 18 | A    | Sayfallah Ltaief         | 22 aprile 2000 (23 anni)    | 5     | 0    | Winterthur            |
| 19 | A    | Bassem Srarfi            | 25 giugno 1997 (26 anni)    | 15    | 1    | Club Africain         |
| 20 | D    | Yan Valery               | 22 febbraio 1999 (24 anni)  | 7     | 0    | Angers                |
| 21 | D    | Wajdi Kechrida           | 5 novembre 1995 (28 anni)   | 29    | 0    | Atromītos             |
| 22 | P    | Bechir Ben Saïd          | 29 novembre 1994 (29 anni)  | 12    | -3   | Monastir              |
| 23 | A    | Naïm Sliti               | 27 luglio 1992 (31 anni)    | 74    | 14   | Al-Ahli Doha          |
| 24 | A    | Seifeddine Jaziri        | 11 febbraio 1993 (30 anni)  | 31    | 10   | Zamalek               |
| 25 | C    | Hadj Mahmoud             | 24 aprile 2000 (23 anni)    | 0     | 0    | Lugano                |
| 26 | D    | Alaa Ghram               | 24 luglio 2001 (22 anni)    | 2     | 0    | Sfaxien               |
| 27 | A    | Elias Achouri            | 10 febbraio 1999 (24 anni)  | 8     | 0    | Copenaghen            |

## Gruppo F

### Marocco
Commissario tecnico:  Walid Regragui
Lista dei convocati resa nota il 28 dicembre 2023.
| N. | Pos. | Giocatore             | Data nascita (età)          | Pres. | Reti | Squadra             |
| -- | ---- | --------------------- | --------------------------- | ----- | ---- | ------------------- |
| 1  | P    | Yassine Bounou        | 5 aprile 1991 (32 anni)     | 58    | -29  | Al-Hilal            |
| 2  | D    | Achraf Hakimi         | 4 novembre 1998 (25 anni)   | 68    | 8    | Paris Saint-Germain |
| 3  | D    | Noussair Mazraoui     | 14 novembre 1997 (26 anni)  | 27    | 2    | Bayern Monaco       |
| 4  | C    | Sofyan Amrabat        | 21 agosto 1996 (27 anni)    | 50    | 0    | Manchester Utd      |
| 5  | D    | Nayef Aguerd          | 30 marzo 1996 (27 anni)     | 34    | 1    | West Ham Utd        |
| 6  | D    | Romain Saïss          | 26 marzo 1990 (33 anni)     | 79    | 2    | Al-Shabab           |
| 7  | A    | Hakim Ziyech          | 19 marzo 1993 (30 anni)     | 55    | 21   | Galatasaray         |
| 8  | C    | Azzedine Ounahi       | 19 aprile 2000 (23 anni)    | 21    | 3    | Olympique Marsiglia |
| 9  | A    | Tarik Tissoudali      | 2 aprile 1993 (30 anni)     | 13    | 2    | Gent                |
| 10 | A    | Amine Harit           | 18 giugno 1997 (26 anni)    | 20    | 1    | Olympique Marsiglia |
| 11 | A    | Ismael Saibari        | 28 gennaio 2001 (22 anni)   | 4     | 0    | PSV                 |
| 12 | P    | Munir Mohand Mohamedi | 10 maggio 1989 (34 anni)    | 46    | -29  | Al-Wahda            |
| 13 | D    | Yunis Abdelhamid      | 28 settembre 1987 (36 anni) | 13    | 0    | Stade Reims         |
| 14 | C    | Oussama El Azzouzi    | 29 maggio 2001 (22 anni)    | 1     | 0    | Bologna             |
| 15 | C    | Selim Amallah         | 15 novembre 1996 (27 anni)  | 33    | 4    | Valencia            |
| 16 | A    | Abde Ezzalzouli       | 17 dicembre 2001 (22 anni)  | 11    | 0    | Betis               |
| 17 | A    | Sofiane Boufal        | 17 settembre 1993 (30 anni) | 42    | 7    | Al-Rayyan           |
| 18 | D    | Abdel Abqar           | 10 marzo 1999 (24 anni)     | 0     | 0    | Alavés              |
| 19 | A    | Youssef En-Nesyri     | 1º giugno 1997 (26 anni)    | 65    | 17   | Siviglia            |
| 20 | A    | Ayoub El Kaabi        | 25 giugno 1993 (30 anni)    | 27    | 10   | Olympiacos          |
| 21 | A    | Amine Adli            | 10 maggio 2000 (23 anni)    | 4     | 1    | Bayer Leverkusen    |
| 22 | P    | Mehdi Benabid         | 24 gennaio 1998 (25 anni)   | 0     | 0    | FAR Rabat           |
| 23 | C    | Bilal El Khannous     | 10 maggio 2004 (19 anni)    | 7     | 0    | Genk                |
| 24 | C    | Amir Richardson       | 24 gennaio 2002 (21 anni)   | 3     | 0    | Stade Reims         |
| 25 | D    | Yahia Attiyat Allah   | 2 marzo 1995 (28 anni)      | 15    | 0    | Wydad Casablanca    |
| 26 | D    | Chadi Riad            | 17 giugno 2003 (20 anni)    | 0     | 0    | Betis               |
| 27 | D    | Mohamed Chibi         | 21 gennaio 1993 (30 anni)   | 5     | 1    | Pyramids            |

### RD del Congo
Commissario tecnico:  Sébastien Desabre
Lista dei convocati resa nota il 27 dicembre 2023. Il 10 gennaio 2024 Edo Kayembe è stato escluso per infortunio e al suo posto è stato convocato Omenuke Mfulu.
| N. | Pos. | Giocatore            | Data nascita (età) | Pres. | Reti | Squadra             |
| -- | ---- | -------------------- | ------------------ | ----- | ---- | ------------------- |
| 1  | P    | Lionel Mpasi         | 1º agosto 1994     | 8     | 0    | Rodez               |
| 2  | D    | Henoc Inonga Baka    | 1º novembre 1993   | 9     | 0    | Simba               |
| 4  | D    | Brian Bayeye         | 30 giugno 2000     | 1     | 0    | Ascoli              |
| 5  | D    | Dylan Batubinsika    | 15 febbraio 1996   | 4     | 0    | Saint-Étienne       |
| 6  | C    | Aaron Tshibola       | 25 gennaio 1995    | 7     | 1    | Hatta Club          |
| 7  | C    | Grady Diangana       | 19 aprile 1998     | 2     | 0    | West Bromwich       |
| 8  | C    | Samuel Moutoussamy   | 12 agosto 1996     | 24    | 0    | Nantes              |
| 10 | C    | Theo Bongonda        | 20 novembre 1995   | 10    | 3    | Spartak Mosca       |
| 11 | A    | Silas Katompa Mvumpa | 6 ottobre 1998     | 6     | 0    | Stoccarda           |
| 12 | D    | Joris Kayembe        | 8 agosto 1994      | 3     | 0    | Genk                |
| 13 | C    | Meschak Elia         | 6 agosto 1997      | 34    | 7    | Young Boys          |
| 14 | C    | Gaël Kakuta          | 21 giugno 1991     | 19    | 3    | Amiens              |
| 15 | D    | Rocky Bushiri        | 30 novembre 1999   | 1     | 0    | Hibernian           |
| 16 | P    | Dimitry Bertaud      | 6 giugno 1998      | 1     | 0    | Montpellier         |
| 17 | A    | Cédric Bakambu       | 11 aprile 1991     | 46    | 16   | Galatasaray         |
| 18 | C    | Charles Pickel       | 15 maggio 1997     | 5     | 0    | Cremonese           |
| 19 | A    | Fiston Kalala Mayele | 24 giugno 1994     | 8     | 2    | Pyramids            |
| 20 | A    | Yoane Wissa          | 3 settembre 1996   | 16    | 3    | Brentford           |
| 21 | P    | Baggio Siadi         | 21 luglio 1997     | 4     | 0    | TP Mazembe          |
| 22 | D    | Chancel Mbemba       | 8 agosto 1994      | 74    | 4    | Olympique Marsiglia |
| 23 | A    | Simon Banza          | 13 agosto 1996     | 3     | 0    | Braga               |
| 24 | D    | Gédéon Kalulu        | 29 agosto 1997     | 7     | 0    | Lorient             |
| 25 | C    | Omenuke Mfulu        | 20 marzo 1994      | 5     | 0    | Las Palmas          |
| 26 | D    | Arthur Masuaku       | 7 novembre 1993    | 18    | 2    | Beşiktaş            |

### Tanzania
Commissario tecnico:  Adel Amrouche, poi  Hemed Suleiman Ali
Lista dei convocati resa nota il 28 dicembre 2023. Il 19 gennaio 2024, in seguito ad alcune dichiarazioni offensive nei confronti della Federazione marocchina dopo la partita contro il Marocco, la CAF ha squalificato per 8 turni il commissario tecnico Adel Amrouche; questo provvedimento ha portato la Federazione tanzana ad esonerarlo e a nominare come suo sostituito Hemed Suleiman Ali.
| N. | Pos. | Giocatore            | Data nascita (età) | Pres. | Reti | Squadra             |
| -- | ---- | -------------------- | ------------------ | ----- | ---- | ------------------- |
| 1  | P    | Kwesi Kawawa         | 5 dicembre 2001    | 1     | 0    | Karlslunds IF       |
| 2  | D    | Haji Mnoga           | 16 aprile 2002     | 3     | 0    | Aldershot Town      |
| 3  | C    | Mudathir Yahya       | 6 maggio 1996      | 22    | 0    | Young Africans      |
| 4  | D    | Ibrahim Hamad        | 12 novembre 1997   | 7     | 0    | Young Africans      |
| 5  | D    | Dickson Job          | 29 dicembre 2000   | 20    | 0    | Young Africans      |
| 6  | C    | Feisal Salum         | 11 gennaio 1998    | 31    | 2    | Young Africans      |
| 7  | C    | Himid Mao            | 15 novembre 1992   | 61    | 2    | El Gaish            |
| 8  | C    | Morice Abraham       | 13 agosto 2003     | 1     | 0    | Spartak Subotica    |
| 9  | A    | Cyprian Kachwele     | 15 febbraio 2005   | 0     | 0    | Vancouver Whitecaps |
| 10 | A    | Mbwana Samatta       | 23 dicembre 1992   | 68    | 22   | PAOK                |
| 11 | C    | Tarryn Allarakhia    | 17 ottobre 1997    | 0     | 0    | Wealdstone          |
| 12 | A    | Simon Msuva          | 2 ottobre 1993     | 86    | 21   | JS Kabylie          |
| 13 | P    | Beno David Kakolanya | 27 giugno 1994     | 1     | 0    | Singida Utd         |
| 14 | D    | Bakari Mwamnyeto     | 5 ottobre 1995     | 26    | 0    | Young Africans      |
| 15 | D    | Mohammed Husseini    | 1º novembre 1996   | 37    | 0    | Simba               |
| 16 | D    | Lusajo Mwaikenda     | 27 ottobre 2000    | 2     | 0    | Azam                |
| 17 | C    | Sospeter Bajana      | 14 ottobre 1996    | 1     | 0    | Azam                |
| 18 | P    | Aishi Manula         | 13 settembre 1995  | 57    | 0    | Simba               |
| 19 | C    | Mzamiru Yassin       | 3 gennaio 1996     | 36    | 0    | Simba               |
| 20 | D    | Novatus Miroshi      | 02 settembre 2002  | 16    | 2    | Šachtar             |
| 21 | C    | Charles M'Mombwa     | 14 marzo 1998      | 1     | 0    | Macarthur           |
| 22 | A    | Kibu Denis           | 4 dicembre 1998    | 7     | 0    | Simba               |
| 23 | C    | Ben Starkie          | 23 luglio 2002     | 2     | 0    | Ilkeston Town       |
| 24 | D    | Abdi Banda           | 20 maggio 1995     | 21    | 0    | Richards Bay        |
| 25 | D    | Abdulmalik Zakaria   | 3 marzo 1996       | 0     | 0    | Namungo             |
| 26 | D    | Miano van den Bos    | 31 marzo 2003      | 0     | 0    | Villena             |
| 27 | C    | Mo Sagaf             | 12 novembre 1997   | 0     | 0    | Boreham Wood        |

### Zambia
Commissario tecnico:  Avraham Grant
Lista dei convocati resa nota il 30 dicembre 2023.
| N. | Pos. | Giocatore         | Data nascita (età)          | Pres. | Reti | Squadra              |
| -- | ---- | ----------------- | --------------------------- | ----- | ---- | -------------------- |
| 1  | P    | Toaster Nsabata   | 24 novembre 1993 (30 anni)  | 37    | 0    | ZESCO Utd            |
| 2  | D    | Zephaniah Phiri   | 19 novembre 1996 (27 anni)  | 2     | 0    | Prison Leopards      |
| 3  | D    | Benedict Chepeshi | 10 giugno 1996 (27 anni)    | 40    | 0    | Red Arrows           |
| 4  | D    | Frankie Musonda   | 12 dicembre 1997 (26 anni)  | 9     | 1    | Ayr Utd              |
| 5  | C    | Miguel Chaiwa     | 7 aprile 2004 (19 anni)     | 3     | 0    | Young Boys           |
| 6  | C    | Benson Sakala     | 12 settembre 1996 (27 anni) | 35    | 0    | Mladá Boleslav       |
| 7  | C    | Kelvin Kampamba   | 24 novembre 1996 (27 anni)  | 43    | 6    | ZESCO Utd            |
| 8  | C    | Lubambo Musonda   | 1º marzo 1995 (28 anni)     | 44    | 2    | Silkeborg            |
| 9  | A    | Lameck Banda      | 29 gennaio 2001 (22 anni)   | 8     | 2    | Lecce                |
| 10 | A    | Fashion Sakala    | 14 marzo 1997 (26 anni)     | 24    | 7    | Al-Fayha             |
| 11 | C    | Larry Bwalya      | 29 maggio 1995 (28 anni)    | 13    | 1    | Sekhukhune United    |
| 12 | C    | Emmanuel Banda    | 29 settembre 1997 (26 anni) | 20    | 0    | Rijeka               |
| 13 | D    | Stophira Sunzu    | 22 giugno 1989 (34 anni)    | 80    | 5    | Jinan Xingzhou       |
| 14 | C    | Edward Chilufya   | 17 settembre 1999 (24 anni) | 8     | 0    | Häcken               |
| 15 | C    | Kelvin Kapumbu    | 6 aprile 1996 (27 anni)     | 28    | 0    | ZESCO Utd            |
| 16 | P    | Lawrence Mulenga  | 21 agosto 1998 (25 anni)    | 9     | 0    | Power Dynamos        |
| 17 | C    | Clatous Chama     | 18 giugno 1991 (32 anni)    | 31    | 5    | Simba                |
| 18 | P    | Francis Mwansa    | 14 luglio 2002 (21 anni)    | 3     | 0    | Green Buffaloes      |
| 19 | C    | Fredrick Mulambia | 10 luglio 2002 (21 anni)    | 1     | 0    | Power Dynamos        |
| 20 | A    | Patson Daka       | 9 ottobre 1998 (25 anni)    | 40    | 18   | Leicester City       |
| 21 | D    | Dominic Chanda    | 26 febbraio 1996 (27 anni)  | 18    | 1    | Power Dynamos        |
| 22 | C    | Kings Kangwa      | 6 aprile 1999 (24 anni)     | 21    | 5    | Stella Rossa         |
| 23 | D    | Rodrick Kabwe     | 30 novembre 1992 (31 anni)  | 40    | 0    | Zakho                |
| 24 | D    | Golden Mafwenta   | 15 gennaio 2001 (22 anni)   | 2     | 0    | Vyškov               |
| 25 | A    | Kennedy Musonda   | 28 dicembre 1994 (29 anni)  | 2     | 0    | Young Africans       |
| 26 | D    | Tandi Mwape       | 20 luglio 1996 (27 anni)    | 25    | 1    | TP Mazembe           |
| 27 | D    | Gift Mphande      | 19 novembre 2003 (20 anni)  | 1     | 0    | Hapoel Rishon LeZion |